# Ligue mexicaine de baseball 2010
Navigation
2009 2011
La saison 2010 de la Ligue mexicaine de baseball est la 86e édition de l'épreuve. Les tenants du titre sont les Saraperos de Saltillo. Le match d'ouverture de la saison programmé le 16 mars, opposera les champions sortants aux Acereros de Monclova. Les autres rencontres de la première journée sont Diablos-Monterrey, Laredo-Reynosa, Laguna-Chihuahua, Oaxaca-Puebla, Veracruz-Minatitlán, Campeche-Tabasco, Yucatán-Quintana Roo.
Le calendrier propose 107 matchs de saison régulière à chaque formation.

## Intersaison
Malgré des problèmes administratifs, les clubs des Dorados de Chihuahua et des Tecolotes de Nuevo Laredo sont maintenus au sein de la Ligue.

## Équipes de la saison 2010
| Groupe | Équipe                       | Ville                         | Stade                                       | Capacité |
| ------ | ---------------------------- | ----------------------------- | ------------------------------------------- | -------- |
| Nord   | Acereros de Monclova         | Monclova, Coahuila            | Estadio Monclova                            | 11 000   |
| Nord   | Broncos de Reynosa           | Reynosa, Tamaulipas           | Estadio Adolfo López Mateos                 | 10 000   |
| Nord   | Diablos Rojos del México     | Mexico                        | Foro Sol                                    | 27 940   |
| Nord   | Dorados de Chihuahua         | Chihuahua, État de Chihuahua  | Estadio Monumental Chihuahua                | 14 500   |
| Nord   | Saraperos de Saltillo        | Saltillo, Coahuila            | Estadio Francisco I. Madero                 | 16 000   |
| Nord   | Sultanes de Monterrey        | Monterrey, Nuevo León         | Estadio de Béisbol Monterrey                | 27 000   |
| Nord   | Tecolotes de Nuevo Laredo    | Nuevo Laredo, Tamaulipas      | Estadio Nuevo Laredo                        | 8 000    |
| Nord   | Vaqueros Laguna              | Torreón, Coahuila             | Estadio Revolución                          | 12 000   |
| Sud    | Guerreros de Oaxaca          | Oaxaca, Oaxaca                | Estadio Lic. Eduardo Vasconcelos            | 7 200    |
| Sud    | Leones de Yucatán            | Mérida, Yucatán               | Estadio Kukulcán                            | 16 000   |
| Sud    | Olmecas de Tabasco           | Villahermosa, État de Tabasco | Parque Centenario 27 de Febrero             | 10 500   |
| Sud    | Pericos de Puebla            | Puebla, Puebla                | Estadio Hermanos Serdán                     | 12 000   |
| Sud    | Petroleros de Minatitlán     | Minatitlán, Veracruz          | Parque 18 de marzo de 1938                  | 7 500    |
| Sud    | Piratas de Campeche          | Campeche, État de Campeche    | Estadio Nelson Barrera Romellón             | 6 000    |
| Sud    | Rojos del Águila de Veracruz | Veracruz, Veracruz            | Parque Deportivo Universitario "Beto Ávila" | 7 822    |
| Sud    | Tigres de Quintana Roo       | Cancún, Quintana Roo          | Estadio Beto Ávila                          | 9 000    |

## Saison régulière
| Nord         | Nord | Nord | Nord | Nord | Nord |
| Équipes      | Vic. | Déf. | Pct  | GB   | Pts  |
| ------------ | ---- | ---- | ---- | ---- | ---- |
| México       | 64   | 40   | .615 | -    | 14.5 |
| Monterrey    | 58   | 48   | .547 | 7    | 13.5 |
| Chihuahua    | 59   | 48   | .551 | 6.5  | 12   |
| Saltillo     | 55   | 49   | .529 | 9    | 12   |
| Reynosa      | 56   | 51   | .523 | 9.5  | 12   |
| Monclova     | 53   | 52   | .505 | 11.5 | 11.5 |
| Laguna       | 45   | 62   | .421 | 20.5 | 9.5  |
| Nuevo Laredo | 32   | 72   | .308 | 32   | 8    |

| Sud          | Sud  | Sud  | Sud  | Sud  | Sud  |
| Équipes      | Vic. | Déf. | Pct  | GB   | Pts  |
| ------------ | ---- | ---- | ---- | ---- | ---- |
| Puebla       | 66   | 39   | .629 | -    | 14.5 |
| Oaxaca       | 60   | 45   | .571 | 6    | 14   |
| Quintana Roo | 56   | 47   | .544 | 9    | 12.5 |
| Yucatán      | 54   | 50   | .519 | 11.5 | 11.5 |
| Campeche     | 52   | 50   | .510 | 12.5 | 12.5 |
| Tabasco      | 46   | 60   | .434 | 20.5 | 9.5  |
| Veracruz     | 39   | 66   | .371 | 27   | 9.5  |
| Minatitlán   | 44   | 60   | .423 | 21.5 | 9    |

## Séries éliminatoires
|  | Quarts de finale | Quarts de finale | Quarts de finale | Quarts de finale |          |          | Demi-finales | Demi-finales | Demi-finales | Demi-finales |  |  | Finale | Finale | Finale | Finale |
|  |                  |                  |                  |                  |          |          |              |              |              |              |  |  |        |        |        |        |
|  |                  |                  |                  |                  |          |          |              |              |              |              |  |  |        |        |        |        |
|  |                  |                  |                  |                  |          |          |              |              |              |              |  |  |        |        |        |        |
|  | Saltillo         | Saltillo         | 4                | 4                |          |          |              |              |              |              |  |  |        |        |        |        |
|  | Saltillo         | Saltillo         | 4                | 4                |          |          |              |              |              |              |  |  |        |        |        |        |
|  | México           | México           | 3                | 3                |          |          |              |              |              |              |  |  |        |        |        |        |
|  | México           | México           | 3                | 3                | Saltillo | Saltillo | 4            | 4            |              |              |  |  |        |        |        |        |
|  | Nord             |                  |                  |                  | Saltillo | Saltillo | 4            | 4            |              |              |  |  |        |        |        |        |
|  |                  |                  | Monterrey        | Monterrey        | 2        | 2        |              |              |              |              |  |  |        |        |        |        |
|  | Monterrey        | Monterrey        | Monterrey        | Monterrey        | 2        | 2        | 4            | 4            |              |              |  |  |        |        |        |        |
|  | Monterrey        | Monterrey        |                  |                  |          |          |              | 4            |              |              |  |  |        |        |        |        |
|  | Chihuahua        | Chihuahua        | 1                | 1                |          |          |              |              |              |              |  |  |        |        |        |        |
|  | Chihuahua        | Chihuahua        | 1                | 1                | Saltillo | Saltillo | 4            | 4            |              |              |  |  |        |        |        |        |
|  |                  |                  |                  |                  | Saltillo | Saltillo | 4            | 4            |              |              |  |  |        |        |        |        |
|  |                  |                  | Puebla           | Puebla           | 1        | 1        |              |              |              |              |  |  |        |        |        |        |
|  | Yucatán          | Yucatán          | Puebla           | Puebla           | 1        | 1        | 2            | 2            |              |              |  |  |        |        |        |        |
|  | Yucatán          | Yucatán          |                  |                  |          |          |              |              |              |              |  |  |        |        |        |        |
|  | Puebla           | Puebla           | 4                | 4                |          |          |              |              |              |              |  |  |        |        |        |        |
|  | Puebla           | Puebla           | 4                | 4                | Oaxaca   | Oaxaca   | 2            | 2            |              |              |  |  |        |        |        |        |
|  | Sud              |                  |                  |                  | Oaxaca   | Oaxaca   | 2            | 2            |              |              |  |  |        |        |        |        |
|  |                  |                  | Puebla           | Puebla           | 4        | 4        |              |              |              |              |  |  |        |        |        |        |
|  | Quintana Roo     | Quintana Roo     | Puebla           | Puebla           | 4        | 4        | 3            | 3            |              |              |  |  |        |        |        |        |
|  | Quintana Roo     | Quintana Roo     |                  |                  |          |          |              | 3            |              |              |  |  |        |        |        |        |
|  | Oaxaca           | Oaxaca           | 4                | 4                |          |          |              |              |              |              |  |  |        |        |        |        |
|  | Oaxaca           | Oaxaca           | 4                | 4                |          |          |              |              |              |              |  |  |        |        |        |        |
|  |                  |                  |                  |                  |          |          |              |              |              |              |  |  |        |        |        |        |